# Phoenix (Australië)
Phoenix was een Australisch historisch merk van motorfietsen.
De Nederlander David Citroen was vanaf 1900 importeur van Minerva-motorfietsen in Londen. Maar hij was zo enthousiast dat hij in Holborn Viaduct (Londen) een werkplaats opzette waar Minerva's geassembleerd werden. Hij was ook de stuwende kracht achter de export van Minerva-inbouwmotoren naar Australië. (Mede) daardoor ontstond een groot aantal Australische motorfietsmerken die allemaal tussen 1900 en 1910 motorfietsen met Minerva-blokken produceerden.
J. van Hooydonk was een Brits wielrenner en motorcoureur en was een van de eersten die in grote aantallen 211cc- en 345cc-Minerva-motoren inbouwden. Hij deed dit onder de naam Phoenix en Londen van 1900 tot 1908. In die tijd was de kwaliteit van de Phoenix-producten toonaangevend. 
Gegeven het feit dat Citroen en van Hooydonk elkaar zeer goed gekend moeten hebben is het waarschijnlijk dat ze er samen voor hebben gezorgd dat deze motorfietsen ook in Australië onder dezelfde naam werden geassembleerd. In elk geval hadden de Australische Phoenix-motorfietsen eveneens Minerva-inbouwmotoren.